# 아는 사람
아는 사람은 2015년 6월 18일 네이버캐스트에서 공개된 웹 시리즈다.

## 소개
공무원시험 준비생 진형과 탈북 후 외롭게 살아가는 소녀 연희가 해남 땅끝마을로 함께 여행하며 벌어지는 감성 로맨스 웹드라마

## 등장 인물
- 김호창 : 장진형 역
- 김아라 : 김연희 역
- 최종훈 : 송익호 역
- 이승형 : 형구 역
- 박형구 : 정근 역

## 방송 회차
| 회차 | 방송일          | 부제 |
| ---- | --------------- | ---- |
| 1회  | 2015년 6월 11일 | 약속 |
| 2회  | 2015년 6월 16일 | 동행 |
| 3회  | 2015년 6월 18일 | 희망 |